# Гранадос, Мануэль
Мануэль Гранадос, нередко Маноло Гранадос (исп. Manuel (Manolo)  Granados; 27 августа 1930, Санта-Клара — 8 апреля 1998, Париж) — кубинский прозаик, крупнейший представитель афрокубинской словесности XX века.

## Биография
Из афрокубинской семьи, принадлежавшей к среднему классу. Детство и юность провел в Камагуэе, куда переехала семья. С середины 1950-х участвовал в освободительном движении против диктатуры Батисты, входил в вооружённую революционную организацию Ejército Rebelde. С начала 1960-х работал как журналист. Печатался в периодике, опубликовал сборник стихотворений.
В 1967 году его роман Adire y el tiempo roto был представлен на конкурс издательства Casa de las Americas и удостоился почётного упоминания, заслужив высокие оценки Хосе Лесамы Лимы и Хулио Кортасара, входивших в жюри. В дальнейшем не принял установившийся режим, оказался маргинализирован, его произведения не публиковались. У Гранадоса и его жены, поэтессы Джорджины Эрреры, возникли проблемы из-за того, что они были одними из авторов El Puente, издательства, подвергшегося резкой критике со стороны самого  Фиделя Кастро. 
В июне 1991 года, после распада социалистического блока, подписал так называемое «Письмо десяти», в котором кубинские интеллектуалы призывали власть к открытому обсуждению настоящего положения и перспектив развития страны. Вскоре после этого выехал за рубеж, поселился в Париже. Много путешествовал. Его проза вошла в антологию писателей кубинской диаспоры «Тень Гаваны» (Париж, 1997; Барселона, 2000).
Оставил неопубликованными два романа и два сборника новелл.

## Произведения
- El orden presentido, книга стихов (1962)
- Adire y el tiempo roto, роман (1967)
- El viento en la casa sol, книга рассказов (1970)
- Expediente de hombre, роман (1972, опубл. 1988)
- País de coral, книга рассказов (1988)
- El corredor de los vientos, роман
- Damián y el verano, роман
- La maravillosa papaya, книга рассказов
- Los demonios cantan bonito, книга рассказов